# Região Metropolitana de Lima-Callao

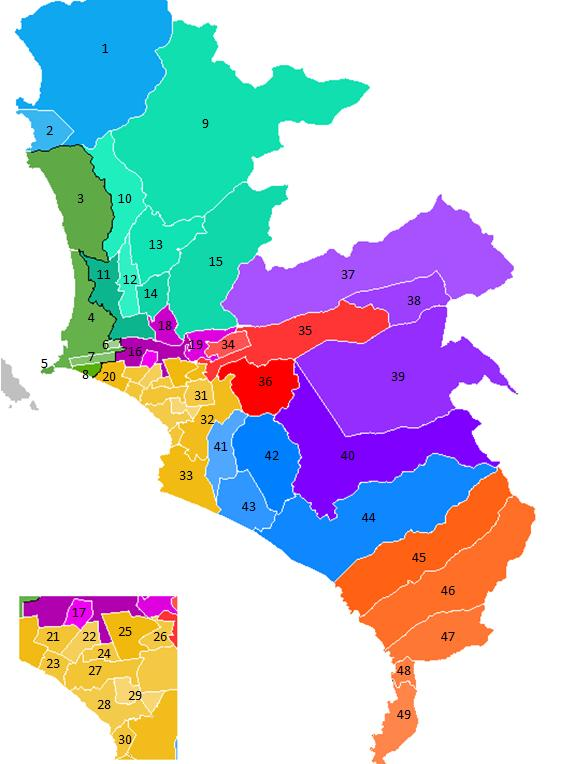
Mapa da Região Metropolitana de Lima com seus distritos.

A Região Metropolitana de Lima-Callao é uma região metropolitana do Peru, formada por Lima, a capital do país, e outros 49 distritos. Sua extensão dá-se principalmente para o norte, sul e leste, abrangendo grande parte das províncias de Lima e Callao. 
De acordo com o censo de 2017, a região metropolitana possui 9.475.935 habitantes, abrigando de um terço a um quarto da população total do Peru. É a 9ª região metropolitana mais populosa das Américas. A região metropolitana se estende por mais de cem quilômetros ao longo da costa, abrangendo também o porto de Callao, o principal do país.